# Loxoconcha aestuarii
Loxoconcha aestuarii is een mosselkreeftjessoort uit de familie van de Loxoconchidae. De wetenschappelijke naam van de soort is voor het eerst geldig gepubliceerd in 1963 door Marinov.